# 張進祿
張進祿（1430年—？），字天錫，陝西延安府綏德州清澗縣人，明朝政治人物。進士出身。

## 生平
陝西鄉試第五十八名。成化二年（1466年）丙戌科會試第三百四十四名，殿試登進士第三甲第一百一十一名。

## 家族
曾祖父張仲賢。祖父張時敏，曾任知縣。父亲張文斌，曾任巡檢。